# Richard Goodman (Radsportler)
Richard Goodman (* 3. März 1939 in Bletchley) ist ein ehemaliger britischer Radrennfahrer und nationaler meister im Radsport.

## Sportliche Laufbahn
Goodman war im Straßenradsport aktiv. 1962 wurde er als Amateur Vize-Meister im Straßenrennen hinter Keith Butler. Im bedeutendsten britischen Eintagesrennen Manx International kam er in jener Saison hinter Gerard Vastiau auf den 2. Platz, in der Tour of the Cotswolds wurde er Dritter. 1963 fuhr er die Internationale Friedensfahrt, die er auf dem 76. Rang beendete. Im Manx International wurde er erneut Zweiter hinter Ken Hill.
1965 wurde Goodman Berufsfahrer im Radsportteam Viking und blieb bis 1970 als Radprofi aktiv. 1966 gewann er die nationale Meisterschaft im Straßenrennen. Er gewann eine Reihe britischer Eintagesrennen und Kriterien, sowie Etappen kürzerer Rundfahrten. Im Bahnradsport gewann er 1966 die Golden Wheel Trophy, ein international stark besetztes Punktefahren.